# Koenigsegg One:1
El Koenigsegg One:1 es un modelo de automóvil superdeportivo cupé de dos puertas diédricas biplaza de techo fijo, con motor central-trasero montado longitudinalmente y de tracción trasera, producido por el fabricante sueco Koenigsegg desde 2014 hasta 2015.

## Presentación

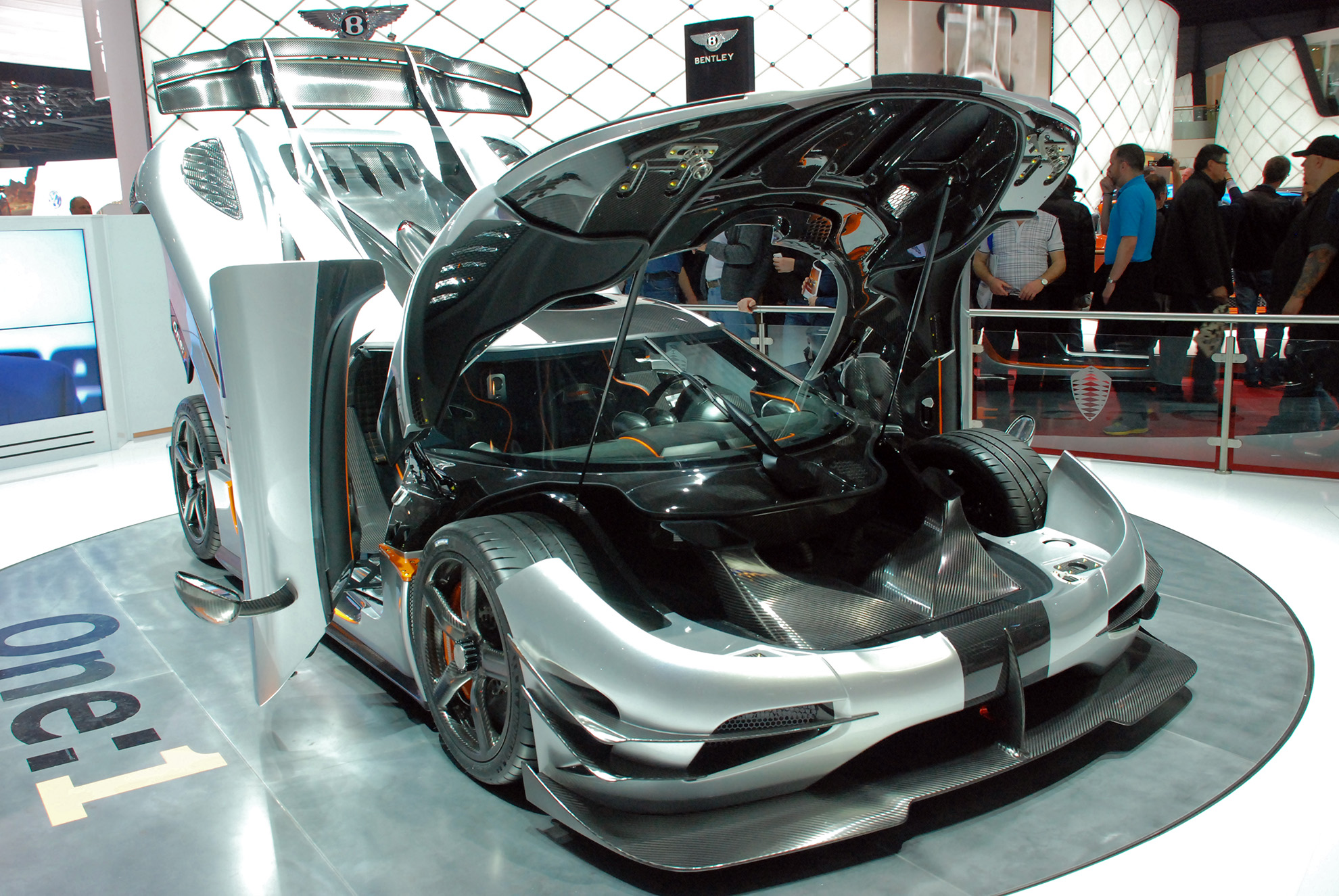
Con todos los compartimientos y puertas abiertas, en el Salón del Automóvil de Ginebra de 2014.

Su presentación fue en marzo de 2014 en el Salón del Automóvil de Ginebra.
El rendimiento declarado es realmente impresionante con una velocidad máxima estimada de 440 km/h (273 mph), que superaría al Hennessey Venom GT de 270 mph (435 km/h) y al Bugatti Veyron de 268 mph (431 km/h) si se prueba, mientras que de 0 a 400 km/h (0 a 249 mph) se completa en alrededor de 20 segundos.
Sin embargo, no todos son números ganadores en la especificación técnica, según lo que afirma la compañía, como que puede tomar curvas a 2G en rines "Cup" legales para carretera. En cuanto al control activo controlado por GPS, su chasis de carbono es un 20% más ligero que el del Agera, mientras que cuenta con asientos de espuma viscoelástica ventilados con fibra de carbono, una conexión 3G para una gran cantidad de tiempo de vuelta y software de grabación de rendimiento y un asiento con cancelación de ruido, que utiliza la ingeniería inspirada en auriculares para hacer del interior un ambiente más tranquilo.
Quizás lo mejor de todo sea el uso de la impresión 3D para numerosas partes del coche, incluida la carcasa del turbocompresor de geometría variable y la pieza final de escape de titanio, lo que al mismo tiempo ahorra peso.

## Producción
Koenigsegg fabricó seis coches aparte del presentado en el Salón de Ginebra, para un total de siete unidades, los cuales ya han sido vendidos a un precio de alrededor de US$2 800 000 (equivalente a $3 603 711 en 2023) cada uno.
Siendo uno de los automóviles más rápidos del mundo, la marca llevó dos coches al Festival de la Velocidad de Goodwood en junio de 2014, posando junto a otras versiones limitadas de los superdeportivos que compiten con el Agera R, como el McLaren P1, el Ferrari LaFerrari y el Porsche 918.

## Nomenclatura
El nombre de One:1 viene de su potencia y su peso de 1360 kg (2998 libras) con el coche completo listo para conducir con 50% de combustible y 100% de fluidos, dando una relación peso a potencia de 1 CV por kg. La potencia de salida es el equivalente de 1 megavatio (1360 CV; 1341 HP), hecho por el cual Koenigsegg afirma que el One:1 sea el "primer mega-auto del mundo". Al ser un modelo más enfocado para circuitos, Koenigsegg tuvo que sacrificar algunas cosas para poder lograr su objetivo. Al modelar el frente del coche, para aumentar su carga aerodinámica se redujo la capacidad de la cajuela en un 40%, impidiendo así el guardado del techo desmontable, el cual cuenta con una nueva toma de aire.

## Especificaciones técnicas

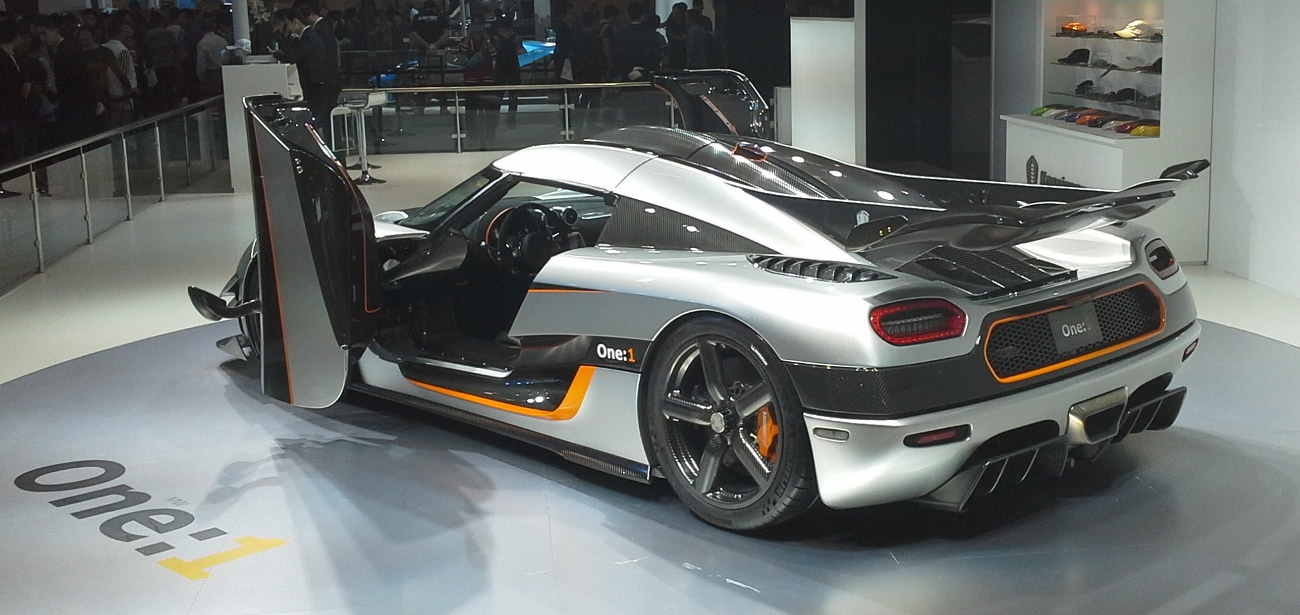
Vista trasera en Pekín, China el 23 de abril de 2014.

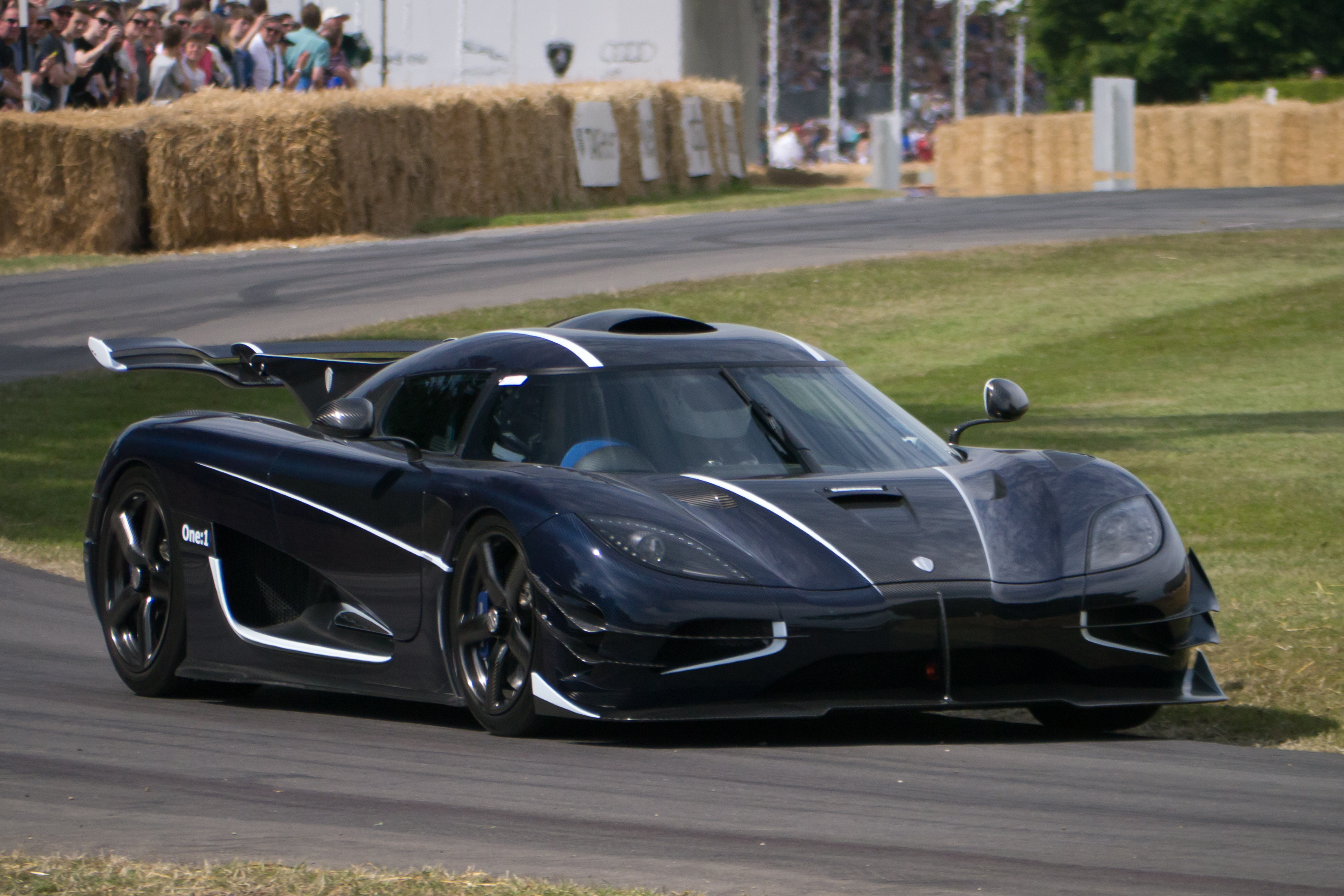
Chasis #110 en el Festival de la Velocidad de Goodwood de 2015.

Está equipado con una variante del motor V8 biturbo de 5032 cm³ (5 L; 307,1 plg³) usado en todos los modelos de la línea Agera. Produce 1 MW (1360 CV; 1341 HP) a las 7500 rpm y un par máximo de 1371 N·m (1011 lb·pie) a las 6000 rpm. El motor es ligero gracias al uso de fibra de carbono en el múltiple de admisión y la construcción de aluminio, con tramos de admisión optimizados, así como un múltiple de escape de Inconel recubierto de cerámica con soldadura TIG y colector combinado. Sería capaz de acelerar de 0 a 100 km/h (0 a 62 mph) en menos de 2.8 segundos.
| Distribución                        | DOHC 4 válvulas x cilindro (32 en total), con capacidad de FlexFuel E85                                                                |
| Relación de compresión              | 9.0:1 |
| Diámetro x carrera                  | 91,7 x 95,25 mm (3,61 x 3,75 pulgadas)                                                                                                 |
| Alimentación                        | Inyección multipunto secuencial |
| Aspiración                          | Turbocompresores gemelos de geometría variable                                                                                         |
| Presión de impulso                  | 1,8 bares (25,6 psi; 176,4 kPa) |
| Sistema de lubricación              | Cárter seco |
| Peso total del motor                | 197 kg (434 libras) |
| Línea roja                          | 8250 rpm |
| Par                                 | Más de 1000 N·m (738 lb·pie) desde las 3000 a las 8000 rpm                                                                             |
| Aceleración                         | 0 a 400 km/h (0 a 249 mph) aprox. 20 segundos. 400 a 0 km/h (249 a 0 mph) aprox. 10 segundos                                           |
| Distancia de frenado                | 100 a 0 km/h (62 a 0 mph) en 28 m (91,9 pies)                                                                                          |
| Fuerza lateral máxima               | 2.0 g |
| Niveles de emisiones                | Euro VI |
| Distancia al suelo                  | Trasera: 74 a 90 mm (2,9 a 3,5 pulgadas); Delantera: 59 a 100 mm (2,3 a 3,9 pulgadas), más 50 mm (2 pulgadas) con sistema de elevación |
| Voladizo delantero                  | 944 mm (37,2 pulgadas) |
| Voladizo trasero                    | 900 mm (35,4 pulgadas) |
| Capacidad del tanque de combustible | 74 litros (19,5 galAm) |
| Distribución de peso                | 44% delantero y 56% trasero |

| 1.ª  | 2.ª | 3.ª  | 4.ª  | 5.ª  | 6.ª  | 7.ª  | Reversa | Final |
| ---- | --- | ---- | ---- | ---- | ---- | ---- | ------- | ----- |
| 3.13 | 2.1 | 1.52 | 1.17 | 0.94 | 0.78 | 0.68 | 2.88    | 3.4   |

### Aerodinámica
- Área frontal: 1910 m² (20 559 ft²)
- Carga aerodinámica a 260 km/h (162 mph): 610 kg (1345 libras). A 440 km/h (273 mph): 830 kg (1830 libras).
- Parte inferior plana del chasis. Túneles Venturi en la parte delantera y trasera del chasis/carrocería.
- Frontal aerodinámico activo y parte inferior trasera.
- Suspensión triplex activa.
- Flujo del intercooler maximizado.

### Transmisión
Está equipado con una caja de cambios de doble embrague de siete velocidades especialmente desarrollada, controlada con paletas detrás del volante. También tiene un diferencial electrónico para controlar la entrega de potencia al eje trasero.

### Chasis y carrocería

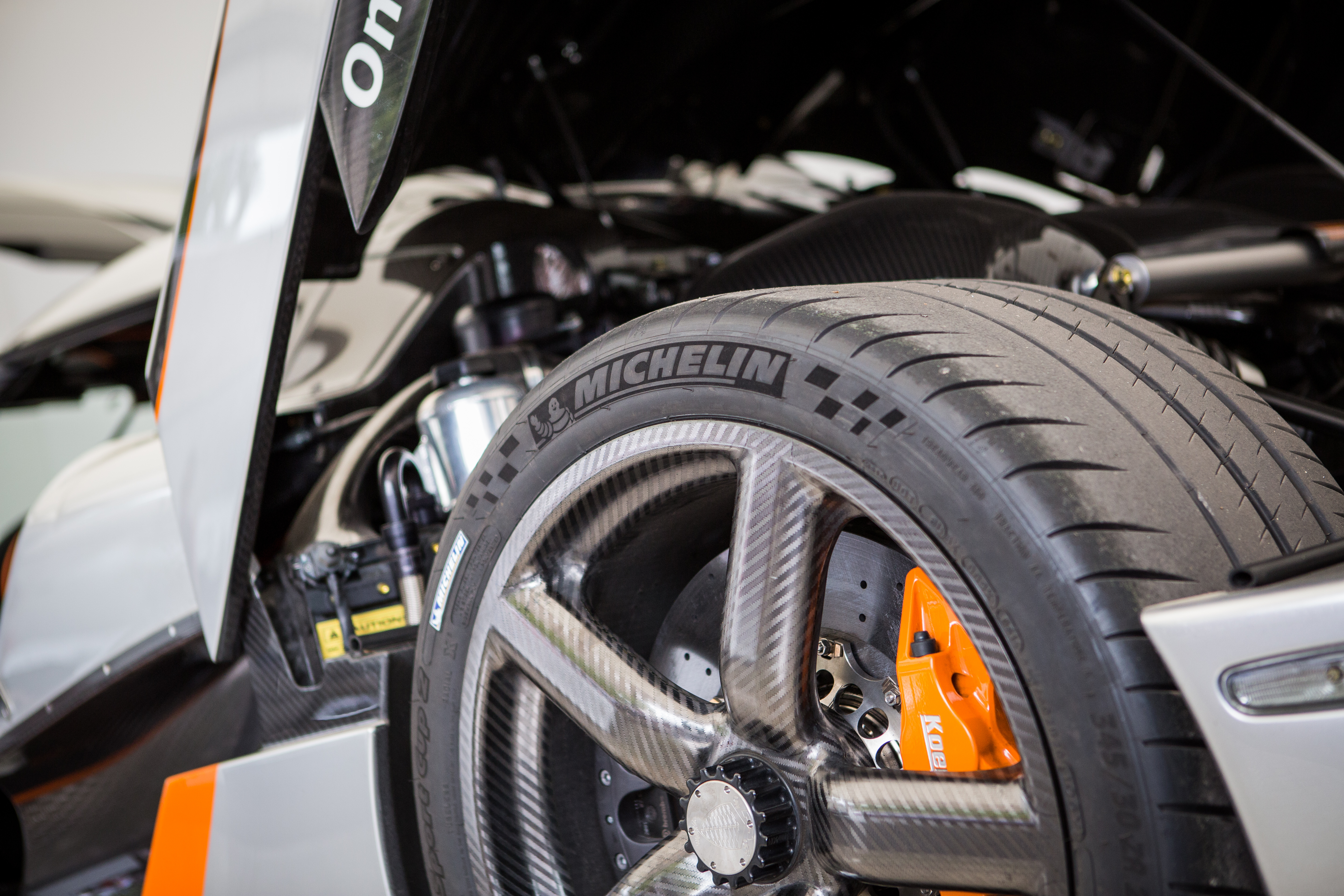
Rueda trasera izquierda en el Festival de la Velocidad de Goodwood de 2014.

Cuenta con un chasis de fibra de carbono de alto módulo avanzado con base estilo de panal de abejas ("honeycomb") y tanques de combustible integrados para la distribución óptima del peso y la seguridad de un Fórmula 1.
La rigidez torsional del monocasco es de 65 000 N·m (47 941 lb·pie) por grado, con un peso de 72 kg (159 libras).
La carrocería es de fibra de carbono/kevlar preimpregnada y refuerzos ligeros en "sándwich".

### Suspensión
La suspensión es de doble horquilla, con control de regulación de nivel activo y muelles de fibra de carbono de bisel con relación de resorte variable. Los amortiguadores son del tipo Triplex en la parte trasera, con rodamientos de agujas y casquillos espoleta anillados.
Tiene montajes de aluminio totalmente mecanizados de grado aeroespacial con especificación de 150 mm (5,9 pulgadas) de bolas con contacto angular SKF Le Mans, ejes de transmisión huecos/perforados GKN y barras estabilizadoras Koenigsegg estilo "Z" progresivas y ligeras, tanto en la parte delantera como en la trasera.

### Frenos
Está equipado con frenos de disco ventilados carbono-cerámicos de 397 x 40 mm (15,6 x 1,6 pulgadas) de ancho, con pinzas (cálipers) de seis pistones en la parte delantera; y 380 x 34 mm (15,0 x 1,3 pulgadas) con cuatro pistones en la parte trasera. También cuenta con control de tracción tipo F1 con cinco diferentes modos de conducción para un óptimo desempeño.

## Equipamiento
Incluye sistema de vidrio ligero, elevalunas eléctricos, pedales ajustables y columna de dirección, costuras con el logotipo "One:1", asientos de carrera ligeros y ajustables, ABS deportivo, altura de manejo activa, dirección asistida, frenos de potencia, cinturones de seguridad de carreras de seis puntos, batería inteligente LifePo4, conexión USB, control de clima, sistema de información y advertencia digital, sensor G, alarma, sistema de monitoreo de llantas, llave de proximidad, cubierta del coche y cámara de visión trasera.
Opcionalmente, también puede incluir asientos deportivos de una pieza, ajustes activos del amortiguador, carrocería de carbono completamente transparente, franjas personalizadas de la carrocería, sistema de audio mejorado, pinzas pintadas, logotipo personalizado en el cofre trasero, interior de aluminio negro anodizado, cuero personalizado con juego de equipaje personalizado, llave con incrustaciones de diamantes personalizados, salida de escape de titanio, cancelación activa de ruido y sistema telemático 3G.